# José Legohuir Raud
José María Legohuir Raud (Bretaña, Francia, 9 de mayo de 1871 - 1940) conocido también por sus iniciales J. L. R., fue un historiador, escritor, catedrático y sacerdote francés. Viajó al Ecuador por la admiración que le ocasionó la vida del ecuatoriano Gabriel García Moreno, cuyo nombre era bastante famoso en Europa. Contribuyó con notables obras, entre la que destaca la Historia de la República del Ecuador escrita en tres tomos.

## Obras
- El Nueve de octubre de 1820
- Historia de la República del Ecuador
- Un Gran Americano
- Recuerdo de la Consagración de la República
- El Criminal de Berruecos
- Tesis de Prehistoria Ecuatoriana
- Glorias Ecuatorianas
- Figuras Sacerdotales
- El Padre Maurilio Detroux